# Eutelsat 133 West A
Eutelsat 133 West A (précédemment Eurobird 1, Eutelsat 28A et Eutelsat 33C) est un satellite de télécommunications appartenant à l'opérateur Eutelsat. Situé à 28,5° Est jusqu'en 2015, il diffuse des chaînes de télévision, des radios ainsi que d'autres données numériques.
Construit par Alcatel Space dans l'établissement de Cannes sur une plateforme Spacebus 3000B2, il est équipé de 24 transpondeurs en bande Ku, diffusant sur l'Europe, l'Afrique du Nord et le Moyen-Orient grâce à un faisceau fixe et deux faisceaux mobiles.
Il a été lancé le 8 mars 2001 à 22 h 51 TU, soit 23 h 51 heure de Paris, par une fusée Ariane 5 (vol 140) depuis le port spatial de Kourou avec le satellite de télécommunications japonais BSAT 2a. Il avait une masse au lancement de 3 050 kg. Sa durée de vie estimée est supérieure à 12 ans.

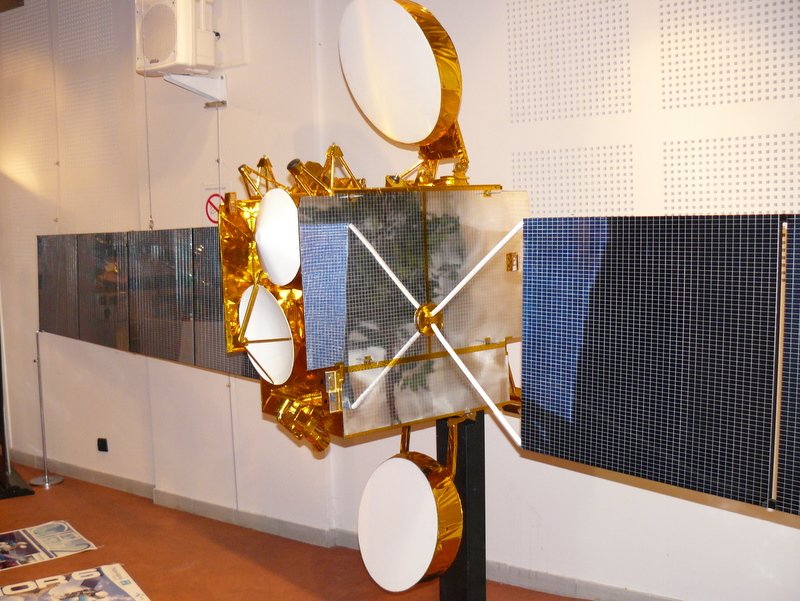
Maquette d'Eurobird

## Technique
Le satellite possède trois faisceaux. Un faisceau fixe couvre presque toute l'Europe ainsi que l'Afrique du nord-ouest. Il existe également deux faisceaux orientables. Le premier, "S1", cofocalisé avec le faisceau fixe mais avec une empreinte européenne uniquement, et un second, "S2", destiné à l'Europe centrale. Ce faisceau comporte de nombreux transpondeurs à faible débit, utilisés pour la collecte d'informations par satellite.
Il comporte 24 transpondeurs actifs et 12 transpondeurs de secours, tous en bande Ku. Douze de ses répéteurs sont nettement plus larges (largeur de bande de 72 MHz) que les satellites de diffusion traditionnels et sont reconfigurables en plusieurs transpondeurs virtuels. Chaque transpondeur est fixé uniquement dans sa polarité, et beaucoup portent au moins deux, et jusqu'à six transpondeurs virtuels.